# Gråbo, Långholmen

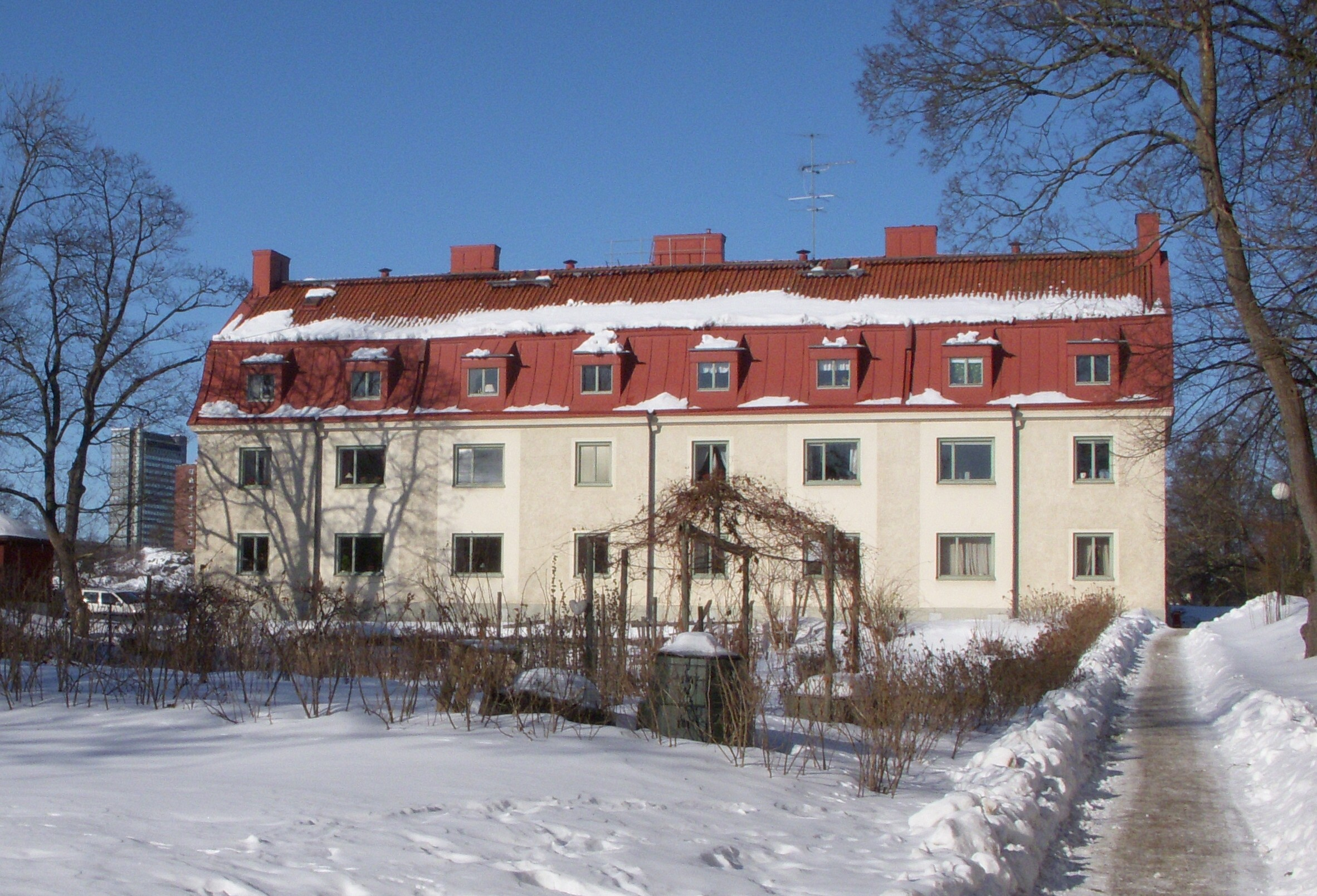
Gråbo - Nya bostadshuset i mars 2010

Gråbo eller Nya bostadshuset är en byggnad på ön Långholmen i Stockholm. Gråbo uppfördes 1923-24 norr om Knapersta som bostadshus för fängelsepersonalen på Långholmens centralfängelse.
Gråbo var tidigare ett öknamn på fängelset, officiella namnet var alltid "Nya bostadshuset". Bostadshuset byggdes för att fylla det ökade behovet av personalbostäder. Fångvårdsstyrelsen hyrde byggnaden Sjötullen, men huset var omodernt och skulle alltså ersättas av permanenta bostäder i Nya bostadshuset. År 1920 ritade arkitekt Gustaf Lindgren två bostadslängor där varje hus innehöll 12 lägenheter om två rum och kök samt tvättstuga och källare. Husen hade två trappuppgångar, så att lägenheterna kunde göras genomgående.
En statlig utredning underkände Lindgrens förslag och förordade istället att sex fyrfamiljshus i villastil skulle byggas i området mellan Knapersta och Karlshälls gård. Staden hade dock inte råd att med egna medel uppföra villorna. Samtidigt fanns idéer att öppna fler delar av Långholmen för allmänheten, något som krävde markförvärv. Stadens beslut påverkades av planer för en framtida Västerbron, samt att fängelseverksamheten i en snar framtid skulle avvecklas. Följden blev att man återgick till fångvårdsstyrelsens ursprungliga förslag med två bostadslängor. 
Kungl. Maj:t (Gustaf V) beviljade dock bara pengar till ett av de båda husen. Det kallades "Nya bostadshuset", uppfördes nordost om centralfängelsets kronohäkte och blev inflyttningsklart vid årsskiftet 1923-24. Det fanns även en diskussion om huset låg för nära fängelset. Frågan var inte om de boende skulle störas av närheten till häktet utan om fångarnas förbättring skulle störas.
Efter centralfängelsets nedläggning i mitten av 1970-talet rustades huset som innehåller idag privatbostäder.